# Liga de Campeones de la EHF 1999-00
La Liga de Campeones de la EHF 1999-00 es la 40.ª edición de la competición. Comenzó el 27 de agosto de 1999 y concluyó el 29 de abril de 2000. En la final de la misma el Fútbol Club Barcelona derrotó por un global de 54-52 al THW Kiel.

## Primera ronda
27 y 28 de agosto de 1999 (ida) - 28 de agosto y 4 de septiembre de 1999 (vuelta)
| Equipo 1              | Agr.    | Equipo 2                   | Ida     | Vuelta  |
| --------------------- | ------- | -------------------------- | ------- | ------- |
| TJ VSZ Košice         | 74 : 41 | STIF Stranda               | 38 – 20 | 36 : 21 |
| SPE Strovolos Nicosie | 34 : 53 | Shevardeni G.T.U. Tbilissi | 20 : 27 | 14 : 26 |

## Dieciseisavos de final
1, 2 y 3 de septiembre de 1999 (ida) - 9 y 10 de septiembre de 1999 (vuelta)
} 
| Equipo 1               | Agr.    | Equipo 2                   | Ida     | Vuelta  |
| ---------------------- | ------- | -------------------------- | ------- | ------- |
| FC Porto               | 43 : 44 | Hapoel Rishon LeZion       | 27 : 24 | 16 : 20 |
| HC Minaur Baia Mare    | 37 : 44 | Kaustik Volgograd          | 22 : 22 | 15 : 22 |
| Montpellier HB         | 55 : 42 | TJ VSZ Košice              | 33 : 22 | 22 : 20 |
| Remus Bärnbach-Köflach | 39 : 65 | RK Celje                   | 19 : 28 | 20 : 37 |
| Skjern HB              | 59 : 48 | HV Sittardia               | 31 : 26 | 28 : 22 |
| IL Runar Sandefjord    | 75 : 39 | Red Boys Differdange       | 32 : 24 | 43 : 15 |
| CB Ademar León         | 65 : 41 | Granitas Kaunas            | 35 : 19 | 30 : 22 |
| Grankulla IFK          | 25 : 69 | Fotex Veszprém SE          | 14 : 37 | 11 : 32 |
| Badel 1862 Zagreb      | 72 – 39 | Ionikós de Néa Filadélfia  | 40 – 20 | 32 – 19 |
| HC Port Burgas         | 27 – 88 | FC Barcelona               | 13 – 40 | 14 – 48 |
| TV Suhr                | 67 – 59 | RK Vardar Skopje           | 30 – 26 | 37 – 33 |
| SKA Minsk              | 42 – 42 | HC Alpi Prato              | 23 – 21 | 19 – 21 |
| Zaporiyia              | 55 – 34 | Shevardeni G.T.U. Tbilissi | 31 – 12 | 24 – 22 |
| Initia HC Hasselt      | 36 – 49 | RK Partizan                | 18 – 20 | 18 – 29 |
| HK Drott Halmstad      | 60 – 61 | Iskra Kielce               | 37 – 36 | 23 – 25 |
| Çankaya Belediye SK    | 41 – 65 | THW Kiel                   | 21 – 34 | 20 – 31 |

## Fase de grupos
| Colores de la tabla                            |
| ---------------------------------------------- |
| Equipos que se clasifican a la siguiente ronda |
| Equipos eliminados de Europa                   |

### Grupo A
| Pos. | Equipo         | Pts. | PJ | G | E | P | GF  | GC  | Dif. | Clasificación |
| ---- | -------------- | ---- | -- | - | - | - | --- | --- | ---- | ------------- |
| 1    | THW Kiel       | 13   | 6  | 4 | 1 | 1 | 172 | 138 | +34  |               |
| 2    | Ademar León    | 9    | 6  | 3 | 0 | 3 | 165 | 156 | +9   |               |
| 3    | Montpellier HB | 9    | 6  | 3 | 0 | 3 | 139 | 148 | −9   |               |
| 4    | Sandefjord TIF | 4    | 6  | 1 | 1 | 4 | 130 | 164 | −34  |               |

 Fuente: 
| 31.10.1999 | Montpellier HB      | 19 | 23 | THW Kiel            |
| 31.10.1999 | Sandefjord TIF      | 22 | 21 | Prosesa Ademar Leon |
| 06.11.1999 | THW Kiel            | 34 | 21 | Sandefjord TIF      |
| 06.11.1999 | Prosesa Ademar Leon | 37 | 20 | Montpellier HB      |
| 14.11.1999 | Sandefjord TIF      | 21 | 27 | Montpellier HB      |
| 14.11.1999 | THW Kiel            | 39 | 24 | Prosesa Ademar Leon |
| 20.11.1999 | Sandefjord TIF      | 27 | 27 | THW Kiel            |
| 21.11.1999 | Montpellier HB      | 28 | 26 | Prosesa Ademar Leon |
| 27.11.1999 | Prosesa Ademar Leon | 28 | 22 | Sandefjord TIF      |
| 28.11.1999 | THW Kiel            | 24 | 18 | Montpellier HB      |
| 05.12.1999 | Prosesa Ademar Leon | 29 | 25 | THW Kiel            |
| 05.12.1999 | Montpellier HB      | 27 | 17 | Sandefjord TIF      |

### Grupo B
| Pos. | Equipo                | Pts. | PJ | G | E | P | GF  | GC  | Dif. | Clasificación |
| ---- | --------------------- | ---- | -- | - | - | - | --- | --- | ---- | ------------- |
| 1    | Celje Pivovarna Lasko | 15   | 6  | 5 | 0 | 1 | 188 | 141 | +47  |               |
| 2    | Hapoel Rishon LeZion  | 12   | 6  | 4 | 0 | 2 | 157 | 147 | +10  |               |
| 3    | Iskra Kielce          | 9    | 6  | 3 | 0 | 3 | 173 | 186 | −13  |               |
| 4    | H.C. Alpi Prato       | 0    | 6  | 0 | 0 | 6 | 137 | 181 | −44  |               |

 Fuente: 
| 30.10.1999 | KS Iskra-Lider Market | 25 | 30 | Celje Pivovarna Lasko |
| 30.10.1999 | H.C. Alpi Prato       | 21 | 23 | Hapoel Rishon Le Zion |
| 06.11.1999 | Hapoel Rishon Le Zion | 37 | 30 | KS Iskra-Lider Market |
| 06.11.1999 | Celje Pivovarna Lasko | 37 | 22 | H.C. Alpi Prato       |
| 13.11.1999 | Hapoel Rishon Le Zion | 24 | 23 | Celje Pivovarna Lasko |
| 14.11.1999 | KS Iskra-Lider Market | 26 | 23 | SH.C. Alpi Prato      |
| 20.11.1999 | KS Iskra-Lider Market | 28 | 25 | Hapoel Rishon Le Zion |
| 20.11.1999 | H.C. Alpi Prato       | 21 | 32 | Celje Pivovarna Lasko |
| 27.11.1999 | Celje Pivovarna Lasko | 40 | 32 | KS Iskra-Lider Market |
| 28.11.1999 | Hapoel Rishon Le Zion | 31 | 19 | H.C. Alpi Prato       |
| 05.12.1999 | Celje Pivovarna Lasko | 26 | 17 | Hapoel Rishon Le Zion |
| 05.12.1999 | H.C. Alpi Prato       | 31 | 32 | KS Iskra-Lider Market |

### Grupo C
| Pos. | Equipo            | Pts. | PJ | G | E | P | GF  | GC  | Dif. | Clasificación |
| ---- | ----------------- | ---- | -- | - | - | - | --- | --- | ---- | ------------- |
| 1    | Badel 1862 Zagreb | 16   | 6  | 5 | 1 | 0 | 162 | 132 | +30  |               |
| 2    | Zaporiyia         | 10   | 6  | 3 | 1 | 2 | 136 | 129 | +7   |               |
| 3    | TV Suhr           | 6    | 6  | 2 | 0 | 4 | 145 | 166 | −21  |               |
| 4    | Skjern HB         | 3    | 6  | 1 | 0 | 5 | 134 | 150 | −16  |               |

 Fuente: 
| 30.10.1999 | Skjern HB         | 24 | 33 | Badel 1862 Zagreb |
| 30.10.1999 | ZTR Zaporozhye    | 28 | 24 | TV Suhr           |
| 06.11.1999 | TV Suhr           | 28 | 26 | Skjern HB         |
| 07.11.1999 | Badel 1862 Zagreb | 28 | 25 | ZTR Zaporozhye    |
| 13.11.1999 | Skjern HB         | 16 | 20 | ZTR Zaporozhye    |
| 14.11.1999 | TV Suhr           | 23 | 35 | Badel 1862 Zagreb |
| 20.11.1999 | Skjern HB         | 29 | 24 | TV Suhr           |
| 20.11.1999 | ZTR Zaporozhye    | 18 | 18 | Badel 1862 Zagreb |
| 28.11.1999 | TV Suhr           | 23 | 22 | ZTR Zaporozhye    |
| 28.11.1999 | Badel 1862 Zagreb | 22 | 19 | Skjern HB         |
| 04.12.1999 | ZTR Zaporozhye    | 23 | 20 | Skjern HB         |
| 05.12.1999 | Badel 1862 Zagreb | 26 | 23 | TV Suhr           |

### Grupo D
| Pos. | Equipo            | Pts. | PJ | G | E | P | GF  | GC  | Dif. | Clasificación |
| ---- | ----------------- | ---- | -- | - | - | - | --- | --- | ---- | ------------- |
| 1    | FC Barcelona      | 18   | 6  | 6 | 0 | 0 | 183 | 129 | +54  |               |
| 2    | Fotex Veszprém SE | 9    | 6  | 3 | 0 | 3 | 150 | 147 | +3   |               |
| 3    | Kaustik Volgograd | 6    | 6  | 2 | 0 | 4 | 139 | 162 | −23  |               |
| 4    | RK Partizan       | 3    | 6  | 1 | 0 | 5 | 130 | 164 | −34  |               |

 Fuente: 
| 31.10.1999 | Kaustik Volgograd | 24 | 30 | FC Barcelona      |
| 31.10.1999 | RK Partizan       | 28 | 25 | Fotex KC Veszprém |
| 06.11.1999 | FC Barcelona      | 32 | 19 | RK Partizan       |
| 07.11.1999 | Fotex KC Veszprém | 26 | 22 | Kaustik Volgograd |
| 13.11.1999 | Kaustik Volgograd | 24 | 22 | RK Partizan       |
| 14.11.1999 | Fotex KC Veszprém | 23 | 31 | FC Barcelona      |
| 20.11.1999 | RK Partizan       | 22 | 34 | FC Barcelona      |
| 21.11.1999 | Kaustik Volgograd | 24 | 31 | Fotex KC Veszprém |
| 28.11.1999 | Fotex KC Veszprém | 24 | 17 | RK Partizan       |
| 28.11.1999 | FC Barcelona      | 31 | 20 | Kaustik Volgograd |
| 04.12.1999 | FC Barcelona      | 25 | 21 | Fotex KC Veszprém |
| 04.12.1999 | RK Partizan       | 22 | 25 | Kaustik Volgograd |

## Cuartos de final
24 - 25 de febrero (ida) - 3 - 4 de marzo (vuelta)
| Equipo 1             | Total | Equipo 2              | 1.º partido | 2.º partido |
| -------------------- | ----- | --------------------- | ----------- | ----------- |
| Hapoel Rishon LeZion | 48:50 | THW Kiel              | 26:24       | 22:26       |
| Ademar León          | 50:54 | Celje Pivovarna Lasko | 30:28       | 20:26       |
| Fotex Veszprém SE    | 53:55 | Badel 1862 Zagreb     | 27:25       | 26:30       |
| Zaporiyia            | 38:49 | FC Barcelona          | 17:23       | 21:26       |

## Semifinales
18-19 de marzo (ida) - 25 de marzo (vuelta)
| Equipo 1     | Total | Equipo 2              | 1.º partido | 2.º partido |
| ------------ | ----- | --------------------- | ----------- | ----------- |
| THW Kiel     | 45:43 | Badel 1862 Zagreb     | 32:21       | 13:22       |
| FC Barcelona | 59:52 | Celje Pivovarna Lasko | 39:25       | 20:27       |

## Final
22 de abril (ida) - 29 de abril (vuelta)
| Equipo 1 | Total | Equipo 2     | 1.º partido | 2.º partido |
| -------- | ----- | ------------ | ----------- | ----------- |
| THW Kiel | 52:54 | FC Barcelona | 28:25       | 24:29       |